# Sistema Campeonato Peruano 1930
Hasta 1928, el sistema del campeonato peruano estaba conformado por 3 categorías: Primera División, División Intermedia y Segunda División (equivalentes a 1.ª, 2.ª y 3.ª división de esa época).
Durante los años 1922 al 1925, no hubo torneo de la Primera División de la Liga Peruana de Fútbol. Ese rol fue asumida por la División Intermedia.
Para 1930;la Federación Peruana de Fútbol modificó el nombre de las 4 categorías de su sistema de campeonatos peruanos: Primera A, Primera B, Intermedia y Segunda (sistema de 1929; equivalente a 1.ª, 2.ª, 3.ª y 4.ª división) y fueron renombrados como Primera, Intermedia, Segunda División y Tercera División respectivamente. Por lo tanto, los equipos que no lograron el ascenso en la Segunda de 1929 pasaron a formar parte de la Tercera División de 1930.
Esta última categoría estaba dividida en 4 zonas: Lima (con 36 equipos), Callao (6 clubes), Rímac (9) y Balnearios (21). Después de 1931 varios equipos conocidos del Callao se desafiliaron de la FPF, y pasaron a formar parte de la Primera División Provincial del Callao sin embargo no tenían derecho a ascender a la Primera División nacional.

## Segunda División 1917

### Segunda División Liga Provincial de Lima
- Club Labarthe
- Club Guadalupe
- Club SS.CC.
- Club Sport Foot Ball
- Club Miraflores
- Club Ciclista

### Segunda División Liga Provincial de Balnearios
- Sport Cuadros
- Unión Foot Ball
- Alianza Chorrillos

## Segunda División 1918

### Segunda División Liga Provincial de Lima
- Club Labarthe
- Club Guadalupe
- Club SS.CC.
- Club Sport Foot Ball
- Club Miraflores
- Club Ciclista

### Segunda División Liga Provincial de Balnearios
- Sport Cuadros
- Unión Foot Ball

## División Intermedia 1918
- Alianza Chorrillos

## Segunda División 1919

### Segunda División Liga Provincial de Lima
- Club Labarthe
- Club Guadalupe
- Club SS.CC.
- Club Sport Foot Ball
- Club Miraflores
- Club Ciclista

### Segunda División Liga Provincial de Balnearios
- Unión Foot Ball

## Segunda División 1920

### Segunda División Liga Provincial de Lima
- Club Labarthe
- Club Guadalupe
- Club SS.CC.
- Club Sport Foot Ball
- Club Miraflores
- Club Ciclista

### Segunda División Liga Provincial de Balnearios
- Unión Foot Ball

## División Intermedia 1920
- Sportivo Tarapacá N°1

## Segunda División 1921

### Segunda División Liga Provincial de Lima
- Club Labarthe
- Club Guadalupe
- Club SS.CC.
- Club Sport Foot Ball
- Club Miraflores
- Club Ciclista

### Segunda División Liga Provincial de Balnearios
- Unión Foot Ball

## División Intermedia 1921
- Juan Bielovucic
- Sport Vitarte
- Atlético Peruano
- Sport Calavera
- Miraflores F.B.C.
- Alianza Chorrillos
- Club Teniente Ruiz
- Unión Miraflores
- Unión Perú
- Sportivo Lima
- Deportivo Nacional
- Escuela de Artes y Oficios (fútbol)
- Sportivo Tarapacá N°1

## Segunda División 1922

### Segunda División Liga Provincial de Lima
- Club Once Amigos
- Club Nacional Nº1
- Club Labarthe
- Club Guadalupe
- Club SS.CC.
- Club Sport Foot Ball
- Club Miraflores
- Club Ciclista

### Segunda División Liga Provincial del Callao
- Hasta antes de 1929, Liga Provincial del Callao, estaba conformada por dos ligas chalacas:

##### Liga Chalaca N°1
- Atlético América
- Club Super Men
- Alianza Tucumán Bellavista
- Club Exploradores
- América F.B.C.
- Sporting Colorados
- Callao F.B.C.
- Club Leoncio Prado (Callao)
- Octavio Casanave
- Sport Progreso Callao
- otros clubes

##### Liga Chalaca N°2
- Good Boys Bellavista
- Jorge Chávez
- otros clubes

## División Intermedia 1922
- Club Teniente Ruiz
- Sport Vitarte
- Atlético Peruano
- Sport Calavera
- Alianza Chorrillos
- Deportivo Nacional
- Sportivo Tarapacá N°1
- Fraternal Barranco
- Unión Perú
- Sportivo Lima
- Unión Miraflores
- Sport José Gálvez
- Escuela de Artes y Oficios (fútbol)
- Sport Sáenz Peña

## Segunda División 1923

### Segunda División Liga Provincial de Lima
- Club Once Amigos
- Club Nacional Nº1

### Segunda División Liga Provincial del Callao
- Hasta antes de 1929, Liga Provincial del Callao, estaba conformada por dos ligas chalacas:

##### Liga Chalaca N°1
- Atlético América
- Club Super Men
- Alianza Tucumán Bellavista
- Club Exploradores
- América F.B.C.
- Sporting Colorados
- Callao F.B.C.
- Club Leoncio Prado (Callao)
- Octavio Casanave
- otros clubes

##### Liga Chalaca N°2
- Good Boys Bellavista
- Jorge Chávez
- Sport Progreso Callao
- otros clubes

## División Intermedia 1923
- Club Teniente Ruiz
- Sport Vitarte
- Atlético Peruano
- Deportivo Nacional
- Sport Calavera
- Alianza Chorrillos
- Sportivo Tarapacá N°1
- Fraternal Barranco
- Unión Perú
- Sportivo Lima
- Unión Miraflores
- Sport José Gálvez
- Escuela de Artes y Oficios (fútbol)
- Sport Sáenz Peña

## Segunda División 1924

### Segunda División Liga Provincial de Lima
- Club Once Amigos
- Club Nacional Nº1

### Segunda División Liga Provincial del Callao
- Hasta antes de 1929, Liga Provincial del Callao, estaba conformada por dos ligas chalacas:

##### Liga Chalaca N°1
- Atlético América
- Club Super Men
- Alianza Tucumán Bellavista
- Club Exploradores
- América F.B.C.
- Sporting Colorados
- Callao F.B.C.
- Club Leoncio Prado (Callao)
- Octavio Casanave
- Sport Progreso Callao
- otros clubes

##### Liga Chalaca N°2
- Good Boys Bellavista
- Jorge Chávez
- otros clubes

## División Intermedia 1924
- Club Teniente Ruiz
- Sport Vitarte
- Deportivo Nacional
- Atlético Peruano
- Sport Calavera
- Alianza Chorrillos
- Sportivo Tarapacá N°1
- Sportivo Tarapacá N°2
- Fraternal Barranco
- Unión Perú
- Sportivo Lima
- Unión Miraflores
- Sport José Gálvez
- Escuela de Artes y Oficios (fútbol)
- Association Alianza
- Ciclista Lima Association
- Sport Sáenz Peña

## Segunda División 1925

### Segunda División Liga Provincial de Lima
- Juventud Perú
- Sportivo Tarapacá N°1
- Club Once Amigos
- Club Nacional Nº1

### Segunda División Liga Provincial del Callao
- Hasta antes de 1929, Liga Provincial del Callao, estaba conformada por dos ligas chalacas:

##### Liga Chalaca N°1
- Atlético América
- Club Super Men
- Alianza Tucumán Bellavista
- Club Exploradores
- América F.B.C.
- Sporting Colorados
- Callao F.B.C.
- Club Leoncio Prado (Callao)
- Octavio Casanave
- otros clubes

##### Liga Chalaca N°2
- Good Boys Bellavista
- Jorge Chávez
- Sport Progreso Callao
- otros clubes

## División Intermedia 1925
- Club Teniente Ruiz
- Deportivo Nacional
- Sport Vitarte
- Atlético Peruano
- Sport Calavera
- Alianza Chorrillos
- Sportivo Tarapacá N°2
- Fraternal Barranco
- Unión Perú
- Sportivo Lima
- Unión Miraflores
- Sport José Gálvez
- Escuela de Artes y Oficios (fútbol)
- Association Alianza
- Ciclista Lima Association
- Sport Sáenz Peña

## Segunda División 1926

### Segunda División Liga Provincial de Lima
- Sportivo Tarapacá N°1
- Club Once Amigos
- Club Nacional Nº1
- Juventud Perú

### Segunda División Liga Provincial del Callao
- Hasta antes de 1929, Liga Provincial del Callao, estaba conformada por dos ligas chalacas:

##### Liga Chalaca N°1
- Atlético América
- Club Super Men
- Alianza Tucumán Bellavista
- Club Exploradores
- América F.B.C.
- Sporting Colorados
- Callao F.B.C.
- Club Leoncio Prado (Callao)
- Octavio Casanave
- Sport Progreso Callao
- otros clubes

##### Liga Chalaca N°2
- Good Boys Bellavista
- Jorge Chávez
- otros clubes

### Segunda División Liga Provincial del Rímac
- Sporting Tabaco - Campeón

### Segunda División Liga Provincial de Balnearios
- Fraternal Barranco

## División Intermedia 1926
- Association Alianza - Sube 1.ª División 1927
- Ciclista Lima Association  - Sube 1.ª División 1927
- Sport Vitarte
- Atlético Peruano
- Sport Calavera
- Alianza Chorrillos
- Sportivo Tarapacá Ferrocarril
- Unión Perú
- Sportivo Lima
- Unión Miraflores
- Sport José Gálvez
- Escuela de Artes y Oficios (fútbol)
- Sport Sáenz Peña

## Segunda División 1927

### Segunda División Liga Provincial de Lima
- Sportivo Tarapacá N°1
- Club Once Amigos
- Club Nacional Nº1
- Juventud Perú - promovido a la División Intermedia de 1928

### Segunda División Liga Provincial del Callao
- Hasta antes de 1929, Liga Provincial del Callao, estaba conformada por dos ligas chalacas:

##### Liga Chalaca N°1
- Atlético América
- Club Super Men
- Alianza Tucumán Bellavista
- Club Exploradores
- América F.B.C.
- Sporting Colorados
- Callao F.B.C.
- Club Leoncio Prado (Callao)
- Octavio Casanave
- Sport Sáenz Peña
- otros clubes

##### Liga Chalaca N°2
- Good Boys Bellavista
- Jorge Chávez
- Atlético Sáenz Peña
- Sport Progreso Callao
- otros clubes

### Segunda División Liga Provincial del Rímac
- Club Sporting Tabaco

### Segunda División Liga Provincial de Balnearios
- Fraternal Barranco

## División Intermedia 1927
- Alberto Secada - Asciende 1.ª División 1928
- Jorge Chávez N°2 - Asciende 1.ª División 1928
- Lawn Tennis de la Exposición (fútbol) - Asciende 1.ª División 1928
- José Olaya - Asciende 1.ª División 1928
- Unión Fútbol Club - Asciende 1.ª División 1928
- Jorge Washington del Callao - Asciende 1.ª División 1928
- Unión Santa Catalina - Asciende 1.ª División 1928
- Sportivo Unión - Asciende 1.ª División 1928
- Alianza Chorrillos - Asciende 1.ª División 1928
- Alianza Callao - Asciende 1.ª División 1928
- Federación Universitaria - Asciende invitado 1.ª División 1928
- Club Teniente Ruiz
- Deportivo Nacional
- Sport Vitarte
- Atlético Peruano
- Sport Calavera
- Sportivo Tarapacá Ferrocarril
- Unión Perú
- Sportivo Lima
- Unión Miraflores
- Sport José Gálvez
- Escuela de Artes y Oficios (fútbol)
- Atlético Sáenz Peña
- Independiente del Callao

## Segunda División 1928
- En 1928 esta división fue equivalente a la 3.ª división del Perú.

### Segunda División Liga Provincial de Lima
- Sportivo Tarapacá N°1
- Club Once Amigos
- Club Nacional Nº1

### Segunda División Liga Provincial del Callao
- Hasta antes de 1929, Liga Provincial del Callao, estaba conformada por dos ligas chalacas:

##### Liga Chalaca N°1
- Atlético América
- Club Super Men
- Alianza Tucumán Bellavista
- Club Exploradores
- América F.B.C.
- Sporting Colorados
- Callao F.B.C.
- Sport Sáenz Peña
- Club Leoncio Prado (Callao)
- Octavio Casanave
- Sport Progreso Callao
- otros clubes

##### Liga Chalaca N°2
- Good Boys Bellavista
- Porteño F.B.C.
- Jorge Chávez
- otros clubes

### Segunda División Liga Provincial de Balnearios
- Fraternal Barranco

## División Intermedia (Lima y Callao) 1928
- Juventud Perú
- Club Sporting Tabaco
- Club Teniente Ruiz
- Sport Vitarte
- Atlético Peruano
- Sport Calavera
- Deportivo Nacional
- Sportivo Tarapacá Ferrocarril
- Unión Perú
- Sportivo Lima
- Unión Miraflores
- Sport José Gálvez
- Escuela de Artes y Oficios (fútbol)
- Atlético Sáenz Peña - pierde la categoría y pasa a la 2.ª Div. 1929
- Club Independiente del Callao - pierde la categoría y pasa a la 2.ª Div. 1929

## Liguilla Promoción 1928
- Club Sporting Tabaco
- Club Sportivo Jorge Washington del Callao
- Club Sportivo Jorge Chávez
- Club Unión Santa Catalina

## Segunda División 1929

### Segunda División Liga Provincial de Lima
- Sportivo Tarapacá N°1
- Club Once Amigos
- Club Nacional Nº1

### Segunda División Liga Provincial del Callao
Se unifica las Ligas Chalacas N°1 y N°2. Sin embargo, varios clubes chalacos se desafilian del campeonato, quedando 11 equipos.
- Club Atlético Telmo Carbajo - Campeón sube 2.ª Div 1930.
- Sport Boys Association - pasa 3.ª Div. 1930
- Alianza Tucumán Bellavista- pasa 3.ª Div. 1930.
- Atlético Excelsior - pasa 3.ª Div. 1930.
- Good Boys Bellavista - pasa 3.ª Div. 1930.
- América F.B.C. - pasa 3.ª Div. 1930.

- Callao F.B.C.
- Atlético Sáenz Peña
- Club Leoncio Prado (Callao)
- Club Independiente del Callao
- Octavio Casanave

Los clubes Callao FBC, Atlético Sáenz Peña, Leoncio Prado,Independiente Callao y Octavio Casanave al final de este campeonato se desafiliaron.

### Segunda División Liga Provincial de Balnearios
- Fraternal Barranco

## División Intermedia (Lima y Callao) 1929
- Juventud Perú
- Club Teniente Ruiz
- Sport Vitarte
- Atlético Peruano
- Sport Calavera
- Porteño F.B.C.
- Deportivo Nacional
- Juventud Perú
- Sportivo Tarapacá Ferrocarril
- Unión Perú
- Sportivo Lima
- Unión Miraflores
- Sport José Gálvez
- Escuela de Artes y Oficios (fútbol)

## Primera B (Lima y Callao) 1929
Era la Equivalente a la Segunda División
- Alberto Secada
- Association Alianza
- Lawn Tennis de la Exposición
- Alianza Callao del Callao
- Sport José Olaya
- Unión Fútbol Club
- Club Sportivo Jorge Washington del Callao
- Unión Santa Catalina

## Cambio del Sistema en 1930[1]

### Tercera División 1930

#### Tercera División Liga Provincial de Lima

##### Primera Serie
- Alianza San Martín - Campeón pasa 2.ª div. 1931.
- Juventud Sporting
- Atlético Ucayali
- Unión América
- Club Black and White
- Sport Cabana
- Alianza San Jacinto
- Sport Aija
- Sport Maurer

##### Segunda Serie
- Independiente Chosica
- Sportivo Melgar
- Atlético Perú
- Aurora Lima
- Lima F.B.C.
- Club Carlos de Piérola
- Sport San Jacinto
- Juventud Sandino
- Sportivo Iris

##### Tercera Serie
- América Star
- Club Mauricio Labrousse (Club Unión Mauricio Labrousse)
- Club Dpto.  Lambayaque
- Club Teniento Podestá
- Juventud White Star
- Alianza Magdalena
- Sportivo Parinacochas
- Deportivo Pensilvania
- Alianza Firpo

##### Cuarta Serie
- Nueve de Diciembre
- Sport Victoria
- Juventud Washington
- Asociación Deportiva Tarapacá
- Club Nicolas Maggiolo
- Unión Guadalupe
- Club Pedro Flecha
- Club Piloto Olímpico
- Victoria F.B.C.

#### Tercera División Liga Provincial del Callao
- Sport Boys Association - Campeón pasa 2.ª div. 1931.
- Alianza Tucumán Bellavista
- Atlético Excelsior
- Good Boys Bellavista
- América F.B.C. (Atlético América F.B.C.)
- Álvaro Marcos Sánchez

#### Tercera División Liga Provincial del Rímac
- Alianza Marañón - Campeón pasa 2.ª div. 1931.
- Club Ricardo Palma
- Alianza Limoncillo
- Atlético Peruano
- Sportivo Palermo
- Atlético Espinar
- Juventud Miraflores
- Association Rimac
- Sportivo Piamonte

#### Tercera División Liga Provincial de Balnearios

##### Primera Serie
- Juventud Chorrillos - Campeón pasa 2.ª div. 1931.
- Independiente Miraflores
- Club Santiago de Surco
- Juventud Barranco
- Progreso Chorrillos
- Club Ayacucho Barranco
- Fraternal Barranco
- Club Nacional Miraflores
- Belgrano Chorrillos
- Defensor Perú Miraflores
- Belgrano Miraflores
- Club Alfonso Ugarte Barranco (Equipo B)

##### Segunda Serie
- Bolognesi Barranco- clasificado pasa 2.ª div. 1931.
- Club Oriental Chorrillos
- Atlético Miraflores
- Sastrería Leuro Miraflores
- Sport Calavera
- Estudiantes Chorrillos
- Buenoas Aires Miraflores
- General Salmón Chorrillos
- Alianza Miraflores
- Almagro Barranco
- Deportivo Obreros Chorrillos (Equipo B)
- Olaya Chorrillos (Equipo B)

### Segunda División (Lima y Callao) 1930

##### Primera Serie
- Sucre F.B.C.
- Juventud Soledad
- Juventud Gloria
- Club Luxardo Magdalena
- Club Jose Gálvez
- Deportivo Obrero Chorrillos
- Club Huáscar Barranco
- Porvenir Miraflores
- Club Sanguinetti y Dasso
- Club Octavio Espinoza(Lima)
- Club Alfonso Ugarte Barranco
- Club Buenos Aires Chorrillos
- Club San Diego de Almagro

##### Segunda Serie
- Club Atlético Telmo Carbajo - Campeón Div. Intermedia 1931.
- Club Rada y Gamio
- Porteño F.B.C.
- Sporting Bellavista
- Atlético Córdova
- Sportivo Abancay
- Racing F.B.C.
- Sport Las Leonas
- Juventud Nepeña
- Club Foción Mariátegui
- Combinado Rímac
- Club Sport Magdalena
- Social Progresista

### División Intermedia (Lima y Callao) 1930
- Atlético Frigorífico - Campeón sube 1.ª Div. 1931
- Club Atlético Telmo Carbajo
- Association Alianza
- Club Jorge Chávez Nr. 1
- Juventud Perú
- Club Mariscal Sucre
- Teniente Ruiz - baja 2.ª Div. 1931.
- Alianza Chorrillos - baja 2.ª Div. 1931.
- Peruvian Boys - baja 2.ª Div. 1931.

### Promoción Intermedia (Lima y Callao) 1930
Era una Liguilla entre los mejores elencos de la Segunda División vs los últimos de la División Intermedia para el periodo de 1931. Los mejores puesto suben o se mantiene en la División Intermedia y el resto se retorna o desciende a la Segunda División.

### Tercera División 1931

#### Tercera División Liga Provincial de Lima
- Asociación Deportiva Tarapacá

#### Tercera División Liga Provincial del Callao
- Alianza Tucumán Bellavista
- Atlético Excelsior
- Good Boys Bellavista
- América F.B.C.

#### Tercera División Liga Provincial de Balnearios
- Club Social Cultural Deportivo Santiago Barranco
- Fraternal Barranco

### Segunda División (Lima y Callao) 1931

#### Zona Norte
- Sport Boys Association - clasificado a la promoción
- Porteño F.B.C. - clasificado a la promoción
- Juventud Soledad - clasificado a la promoción
- Club Luxardo Magdalena - clasificado a la promoción
- Juventud Gloria
- Atlético Córdova
- Alianza Marañón
- Peruvian Boys
- America Star
- Sport Las Leonas
- Sporting Bellavista
- Racing F.B.C.

#### Zona Sur
- Huáscar Barranco - clasificado a la promoción
- Deportivo Obrero Chorrillos- clasificado a la promoción
- Alianza San Martín - clasificado a la promoción
- Juventud Chorrillos - clasificado a la promoción
- Club Jose Gálvez
- Nueve de Diciembre
- Club Independiente de Chosica
- Bolognesi Barranco
- Teniente Ruiz
- Alianza Chorrillos
- Porvenir Miraflores
- Sportivo Abancay
- Club Rada y Gamio - desistió en participar.

### División Intermedia (Lima y Callao) 1931
- Club Atlético Telmo Carbajo - Tercer Puesto, No Participa liguilla promocional con la primera división.
- Club Mariscal Sucre - Participa liguilla promocional con la primera división.
- Club Sport Progreso - Participa liguilla promocional con la primera división.
- Juventud Perú - Participa liguilla promocional con la primera división.
- Miguel Grau - Participa liguilla promocional con la primera división.
- Association Alianza
- Club Unión Lazo - juega la promoción 1931
- Unión Santa Catalina - juega la promoción 1931
- Unión F.B.C. - juega la promoción 1931
- Unión Carbone - juega la promoción 1931
- Atlético Lusitania - juega la promoción 1931
- Jesús M. Salazar - juega la promoción 1931
- Club Olaya Chorrillos - juega la promoción 1931
- Sportivo Uruguay - juega la promoción 1931

### Promoción Intermedia (Lima y Callao) 1931
Era una Liguilla entre los mejores elencos de la Segunda División vs los últimos de la División Intermedia para el periodo de 1932. Los mejores puesto suben o se mantiene en la División Intermedia y el resto se retorna o desciende a la Segunda División.

#### Zona Norte
- Sport Boys Association - Campeón sube Div. Intermedia 1932
- Porteño F.B.C. - Subcampeón sube Div. Intermedia 1932
- Santa Catalina - se mantiene Div. Intermedia para 1932
- Juventud Soledad - sube Div. Intermedia 1932
- Sportivo Uruguay - se mantiene Div. Intermedia para 1932
- Club Jesús Salazar - pasa a la 2.ª Div. 1932
- Alianza San Martín - pasa a la 2.ª Div. 1932
- Unión F.B.C. - pasa a la 2.ª Div. 1932

#### Zona Sur
- Club Huáscar Barranco - Campeón sube Div. Intermedia 1932
- Deportivo Obrero Chorrillos - sube Div. Intermedia 1932
- Unión Lazo - se mantienen Div. Intermedia 1932
- Unión Carbone - se mantienen Div. Intermedia 1932
- Obrero Chorrillos - pasa a la 2.ª Div. 1932
- Juventud Chorrillos- pasa a la 2.ª Div. 1932
- Atlético Lusitania - pasa a la 2.ª Div. 1932
- Olaya Chorrillos- pasa a la 2.ª Div. 1932

#### Título Promoción 1931
- Sport Boys Association - Campeón y sube Div. Intermedia 1932
- Club Huáscar Barranco - Subcampeón y sube Div. Intermedia 1932

### Tercera División 1932

#### Tercera División Liga Provincial de Lima
- Asociación Deportiva Tarapacá

#### Tercera División Liga Provincial de Balnearios
- Fraternal Barranco

### Segunda División (Lima y Callao) 1932
- Club Jesús Salazar
- Alianza San Martín
- Unión F.B.C.
- Obrero Chorrillos
- Juventud Chorrillos
- Atlético Lusitania
- Olaya Chorrillos
- Santiago Barranco

### División Intermedia (Lima y Callao) 1932
- Conocida como Primera División Provincial de Lima 1932

- Club Mariscal Sucre - Campeón sube 1.ª Div. 1933
- Sport Boys Association - Subcampeón sube 1.ª Div. 1933
- Hidroaviación
- Alianza Cóndor
- Unión Buenos Aires
- Lawn Tennis de la Exposición
- Porteño F.B.C.
- Unión Santa Catalina
- Juventud Soledad
- Sport Inca
- Miguel Grau
- Sportivo Uruguay
- Club Huáscar Barranco
- Obrero Chorrillos
- Unión Lazo
- Intelectual Raymondi
- Unión Carbone
- Juventud Perú

### Primera División Provincial del Callao 1932
- Atlético Chalaco - Campeón
- Atlético Frigorífico
- Unión Buenos Aires
- Alianza Frigorífico
- Atlético Telmo Carbajo

### Promoción Intermedia (Lima y Callao) 1932
Era una Liguilla entre los mejores elencos de la Segunda División vs los últimos de la División Intermedia para el periodo de 1933. Los mejores puesto suben o se mantiene en la División Intermedia y el resto se retorna o desciende a la Segunda División.
- Obrero Chorrillos

### Tercera División 1933

#### Tercera División Liga Provincial de Lima
- Asociación Deportiva Tarapacá

#### Tercera División Liga Provincial de Balnearios
- Fraternal Barranco

### Segunda División (Lima y Callao) 1933

##### Zona de Lima
- Juventud Perú

##### Zona de Balnearios del Sur
- Santiago Barranco 19 + 4.5 (asc int)
- Juventud Barranco (asc 2) 17 + 4.5
- Alianza Chorrillos 15 + 4
- Alianza Miraflores 14 + 4.25
- Libertad Chorrillos 14 + 2.75
- Independencia Miraflores 13 + 2.5
- Olaya Chorrillos 11 + 1.5 (desc 2)
- Bolognesi barranco 7 + 2.25 (desc 2)

### División Intermedia (Lima y Callao) 1933
- Conocida como Primera División Provincial de Lima 1933

- Unión Carbone - Campeón y asciende a la División Honor 1934.
- Hidroaviación
- Alianza Cóndor
- Lawn Tennis de la Exposición
- Porteño F.B.C.
- Unión Santa Catalina
- Juventud Soledad
- Sport Inca
- Miguel Grau
- Sportivo Uruguay
- Club Huáscar Barranco
- Obrero Chorrillos
- Unión Lazo
- Intelectual Raymondi

### Primera División Provincial del Callao 1933
- Alianza Frigorífico - Campeón
- Atlético Chalaco
- Atlético Frigorífico
- Unión Buenos Aires
- Atlético Telmo Carbajo